# ناهوم بارنت
ناهوم بارنت (انگلیسی: Nahum Barnet; ۱۶ اوت ۱۸۵۵ – ۱ سپتامبر ۱۹۳۱) معمار اهل استرالیا بود.